# Wyddial
Wyddial – wieś w Anglii, w hrabstwie Hertfordshire, w dystrykcie East Hertfordshire. Leży 19 km na północ od miasta Hertford i 50 km na północ od centrum Londynu.